# Rostratulidae
Los rostratúlidos (Rostratulidae) son una familia de aves Charadriiformes conocidos vulgarmente como aguateros o agachonas.
Son muy parecidas a los chorlos pero mucho más coloreadas. La hembra es más llamativa que el macho en el cortejo. Los machos incuban los huevos, usualmente son cuatro, el nido es flotante o en la tierra.
Ambas especies viven de anélidos y otros invertebrados que toman con sus largos picos.

## Taxonomía
- Género Rostratula

Rostratula australis - Australia
Rostratula benghalensis - África, India, sudeste de Asia y Australia.
- Género Nycticryphes

Nycticryphes semicollaris - habita pastizales inundables en el sur de Sudamérica.